# Manisa

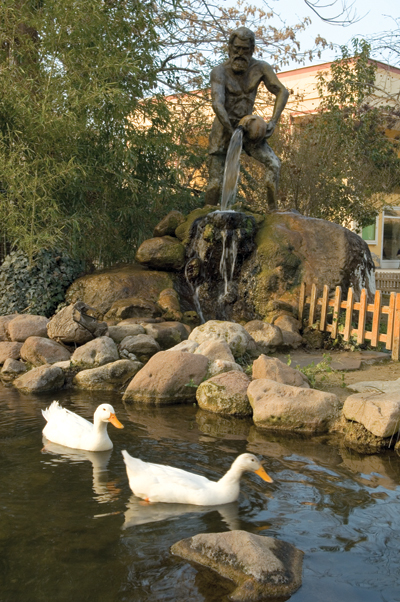

Manisa (dříve: Mağnisa; řecky: Μανίσα) je město nacházející se na západě Turecka. Je hlavním městem Maniské provincie. Podle sčítání lidu z roku 2007 má Manisa 281 890 obyvatel.

## Historie
Původně se město jmenovalo Magnesia ad Sipylum (podle hory Sipylos) a nacházelo se v historickém území Lýdii. V roce 190 př. n. l. se zde odehrála bitva u Magnésie, v níž Římané ukončili snahy Seleukovské říše o ovládnutí Řecka.

## Sport
V Manise působí fotbalový klub Manisaspor, který své domácí zápasy hraje na stadionu 19 Mayıs Stadyumu.

## Partnerská města
- Skopje, Severní Makedonie (od 1985)
- Prijedor, Bosna a Hercegovina
- Ingolstadt, Německo
- Milwaukee, USA